# Gobra Nawapara
Gobra Nawapara ist eine Stadt im indischen Bundesstaat Chhattisgarh.
Die Stadt ist Teil des Distrikts Raipur. Gobra Nawapara hat den Status eines Municipal Council. Die Stadt ist in 18 Wards gegliedert. Sie hatte am Stichtag der Volkszählung 2011 29.315 Einwohner, von denen 14.670 Männer und 14.645 Frauen waren. Die Alphabetisierungsrate lag 2011 bei 81,2 % und damit über dem nationalen Durchschnitt. Hindus bilden mit einem Anteil von ca. 90 % die Mehrheit der Bevölkerung in der Stadt. Muslime bilden mit einem Anteil von ca. 5 % eine Minderheit.